# Nala (Disney)
Nala is een personage uit de film The Lion King (Nederlands: De Leeuwenkoning) uit 1994 en verscheen vervolgens in een mindere prominente rol in The Lion King II: Simba's trots (1998), The Lion King III (2004) en The Lion Guard: Return of the Roar (2015). In 2019 verscheen er een remake van de originele film. In de originele film wordt de stem van de volwassen Nala ingesproken door Moira Kelly. Beyoncé sprak de stem in van Nala in de remake uit 2019, tevens verzorgde ze de stem in de vervolgfilm Mufasa: The Lion King uit 2024.
De Nederlandse stem van de volwassen Nala in de tekenfilms werd ingesproken door Ryan van den Akker. De jonge Nala uit de Nederlandse versie van de originele tekenfilm werd ingesproken door Dewi Douwes. De Nederlandse stem van de volwassen Nala in de film uit 2019 werd ingesproken door April Darby. De Nederlandse stem van de jonge Nala in deze film was Gioia Parijs.
Nala verschijnt voor het eerst in de film als jonge leeuwin en beste jeugdvriendin van troonopvolger Simba. Aan de vriendschap komt een eind, nadat Simba's oom Scar de troon heeft toegeëigend, doordat hij Simba's vader Mufasa heeft laten verongelukken en Simba zich daar verantwoordelijk voor voelt en op de vlucht slaat. Als Nala volwassen wordt verlaat ze uit wanhoop de groep om hulp te zoeken. Hierdoor wordt ze onverwachts herenigd met de volwassen Simba. Ze vraagt aan hem terug te keren naar de groep om zijn oom te verjagen. Aan het eind van de film wordt uiteindelijk Simba de nieuwe koning en Nala zijn vrouw. Samen krijgen ze een dochter Kiara (zie: The Lion King II: Simba's trots) en een zoon Kion (zie: The Lion Guard: Return of the Roar).